# Avenida Giráldez

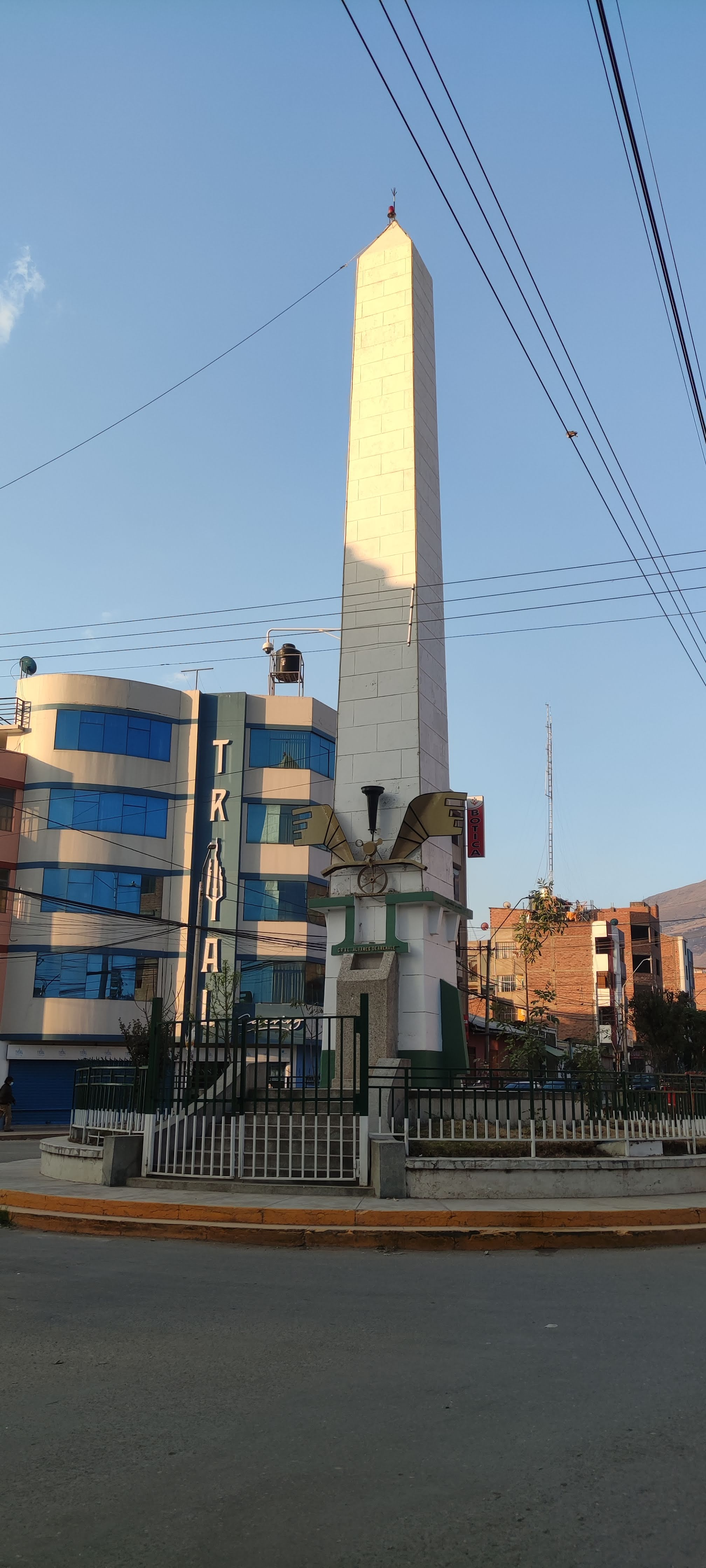
Obelisco de Giráldez

La avenida Giráldez es una avenida de la ciudad de Huancayo, en el Perú. Se extiende de suroeste a noreste a lo largo de 11 cuadras. Su trazo es continuado al noreste por el jirón Libertadores.
La avenida Giráldez se inicia en la calle Real, siguiendo el trazo del Paseo de la Breña, y se extiende hacia el este hasta el Cerrito de la Libertad. En virtud de un proceso de renovación urbana realizado en 1968 mediante el cual se demolió toda la manzana que separaba a esta vía de la Plaza de la Constitución, se realizó la ampliación de la plaza y el ensanchamiento de este jirón.

## Nomenclatura
Originalmente, la vía se llamó "Jirón Callao" en referencia a la Provincia Constitucional del Callao dentro del movimiento de nombrar las vías de la ciudad con departamentos del Perú. A inicios del siglo XX, el consejo municipal dispuso cambiar dicho nombre y se adoptó el apellido Giráldez que correspondía a una de las familias huancaínas que fueron propietarias de terrenos en la zona colindante a la vía.

## Historia
La vía que actualmente conforma tanto la Avenida Giráldez como el Paseo de la Breña es una de las vías más antiguas de la ciudad. Se tiene sabido que desde 1572 se inició la construcción de la ciudad conforme al modelo de damero español desde la Calle Real que es la que articuló el crecimiento urbano. Hacia el siglo XIX ya se tenía conocimiento que las calles habían adquirido nombres republicanos formados, al igual que  lo realizado en el Lima donde se dejaron de lado los antiguos nombres y se empezaron a utilizar nombres de departamentos y provincias y esta vía tenía el nombre de Jirón Callao. Hacia 1900 se propuso a nivel del consejo municipal que las calles cambiaran de nombre en la Calle Real. Las calles ubicadas hacia el oeste mantendrían su nombre y las ubicadas al este recibirían otro. La única vía en que ello se llevó adelante fue el entonces Jirón Callao que perdió totalmente su nombre al ser denominado como "Avenida Giráldez" en el tramo que va desde la Calle Real hacia el este.
En esos años la ciudad aún era pequeña y, las calles hacia el este tenían apenas pocas cuadras. Así, la avenida Giráldez llegaba sólo hasta su intersección con jirón Amazonas (dos cuadras) y no fue hasta 1910 que se extendió dos cuadras más hasta llegar a la estación del ferrocarril central que llegó a la ciudad en 1908. No obstante, en esa zona este, Giráldez era el límite sur de la ciudad al no haber más casas en esa dirección. El crecimiento urbano se dio de manera desordenada en los siguientes años siendo que en la segunda mitad del siglo XX, la avenida Giráldez sirvió como eje urbanizador del sector este de la ciudad. En los años 1960 se dispuso la construcción del Mercado Mayorista en terrenos ubicados más al este de la línea ferroviaria (actual Avenida Ferrocarril) lo que impulsó el avance de esta avenida hasta el Cerrito de la Libertad que fue ganando importancia como zona de esparcimiento. A partir de los años 1980, la avenida ha venido sufriendo un progresivo proceso de construcción que ha generado contradicciones arquitectónicas entre las construcciones antiguas y las modernas. Asimismo ha mostrado bastantes problemas en el tratamiento de las construcciones históricas, su mantenimiento y preservación, que muchas veces es alentado por los mismos intereses inmobiliarios en generar su deterioro para la construcción de inmuebles modernos de mayor densidad habitacional..

## Recorrido

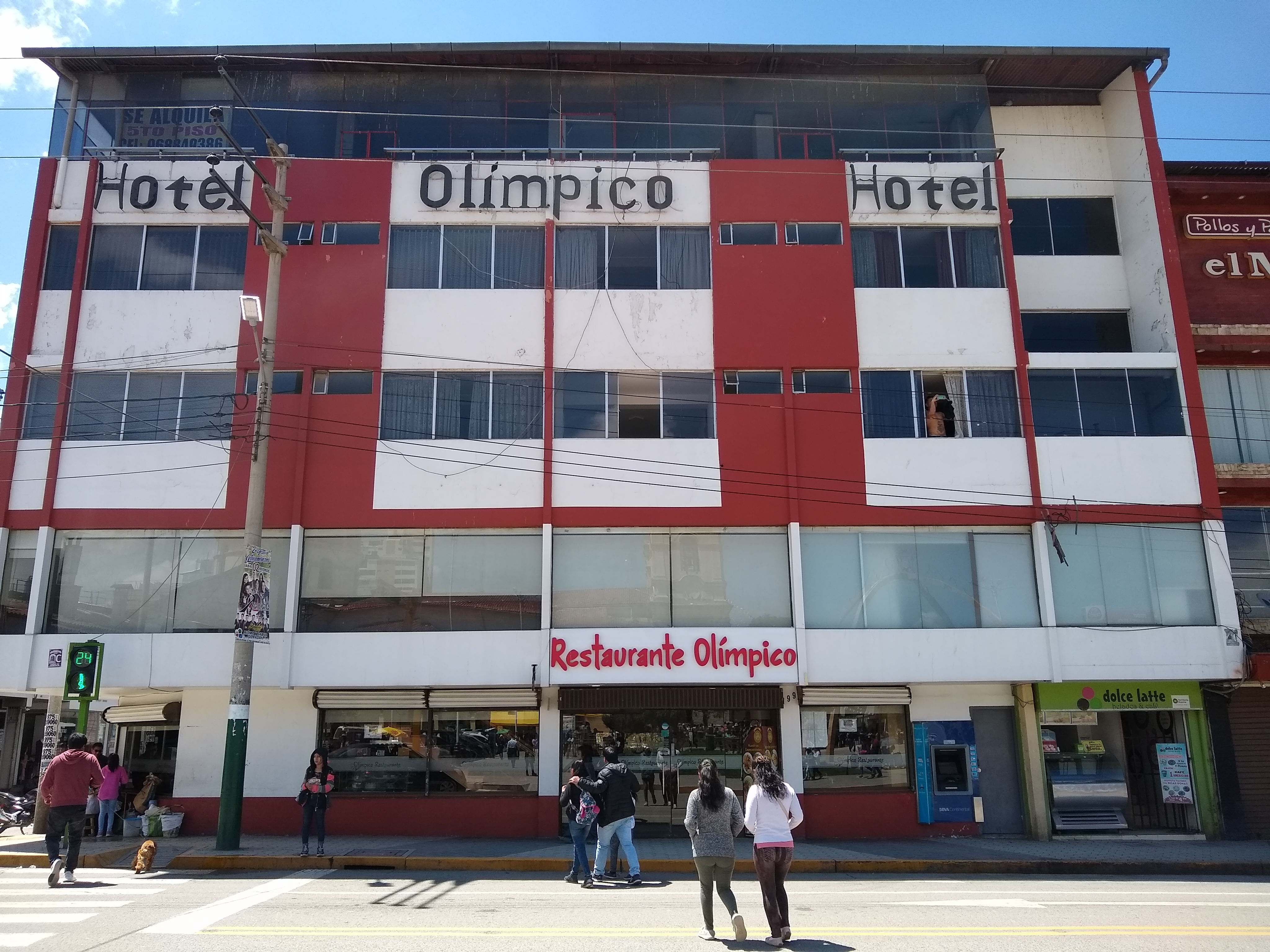
Restaurante Olímpico en la primera cuadra de la Avenida Giráldez

La avenida inicia en la esquina con la Calle Real.  En su acera norte delimita el Plaza Constitución y en su acera sur se concentra la actividad comercial y hotelera destacándose como la edificación más notoria el "Hotel Kiya" en la esquina sureste de la intersección con la Calle Real. En la esquina con el jirón Ancash, también destaca el edificio modernizado del restaurante Olímpico que es considerado uno de los más tradicionales de la ciudad. Esta misma actividad comercial se aprecia en la segunda cuadra. En la esquina sureste de la intersección con la calle Amazonas se levanta el edificio que acoge las oficinas de Electrocentro y que es uno de los remanentes en la actualidad de la arquitectura republicana huancaína de inicios del siglo XX. En la esquina con el jirón Omar Yali (antiguo jirón Quito) se encuentra el mural en honor del soldado juninense Omar Yali que muriera en combate durante la Guerra del Cenepa. El cruce con la Avenida Ferrocarril constituye el primer paso a desnivel construido en la ciudad. Luego, en la vereda sur se levanta el Real Plaza Huancayo, el primer mall construido en Huancayo. A partir de este cruce, el carácter de la calle se vuelve residencial. Destacan en la esquina con la Avenida Leandra Torres el monumento conocido como "Obelisco de Giráldez" que fuer construido en honor al general Juan Antonio Álvarez de Arenales y su campaña durante la guerra de independencia. El sector de la avenida entre este obelisco y su extremo oeste fue objeto de remoción urbana en los últimos años.
En su cuadra 12 se encuentran varios de los pocos espacios públicos de su recorrido. Así, en la esquina suroeste se abre el llamado "Parque del Ajedrez" donde la destaca la tradicional estatua a Cahuide, que dio nombre a este barrio, y al que se accede por la Avenida Torre Torre que sirve de acceso al Cerrito de la Libertad.